# 国民革命军骑兵第四军
国民革命军骑兵第四军历史上2次组建。

## 东北军骑兵第10师组建的第1个骑兵第四军
九一八事变后东北军骑兵第8旅旅长檀自新（东北陆军讲武堂第二期）降日。1931年11月3日，檀自新率黑龙江省伪第四支队反正，在安达县与邓文、霍刚部汇合，任东北义勇军第六军副军长。后随马占山余部穿越中东铁路退入热河，被北平军分会收编，归察哈尔省主席劉翼飛指挥整训。1933年冯玉祥组织察哈尔民众抗日同盟军，檀自新任察哈尔抗日同盟军第一路副司令，檀因权力冲突，暗派亲信杀死邓文于妓馆，反诬邓部兵变。冯为其蒙蔽，当即委檀为军长。未几，冯部失败，檀率邓文的察哈尔民众抗日同盟军第五路投蒋，被改为暂编骑兵第10师，辖两个旅6个骑兵团、1个步兵团、1个炮兵团的庞大编制，后来编为3个骑兵团。调驻河南周口、汝南、上蔡一带整训，归驻豫绥靖公署主任刘峙指挥。后又划归东北军骑兵军建制，开赴西北堵截红军长征。西安事变发生时，该军从宁夏团城子同心城奉命紧急开赴陕西蒲城拒蒋。1936年底，张学良送蒋还京的同时，檀自新密派其参谋长张树森潜赴开封向刘峙投靠报效。蒋许以晋升檀自新军长和酬金数百万，相约叛旗一举，官酬即至。张参谋长留开封，静候蒲城举动。檀自新于1937年1月28日召集团长王宇疆、张景奎、张庆第(张炎)到蒲城师部开会，通报其投蒋决定。1937年2月2日东北军实际统帅王以哲被杀，西北三位一体局面瓦解，檀于2月3日晚21时解除蒲城城内杨虎城陕军保安司令部和3个大队，通电投蒋。
1937年8月骑兵第10师扩编为骑兵第四军，隶属第一战区。檀自新任军长；辖骑兵第10师，檀自新兼任师长。负责防守河南新乡地区，与日军略事接触，即伤亡逃散溃不成军。1937年12月，军委会命该军缩编为新编第5师，退驻禹州。檀自新决心抗命，自谋出路，率部到豫西宝丰县香山寺一带，打算进伏牛山再做打算。12月18日，遭河南省1个保安团（团长周俞）和驻守洛阳的第166师（师长郜子举）派第991团副团长李文定率1个营加强重机枪1连（五挺重机枪）击溃。骑四军余部被汤恩伯收编编为新5师。汤以召见为名，在信阳站将檀逮捕。1938年6月间檀自新被武汉行营军法枪决。1938年1月，新5师与独立第46旅（原为方振武部下鲍刚部）以及豫北师管区的5个新兵营一起被改编为补充第2师，旋改称110师，两旅四团制，独立第46旅编为第110师第328旅。第110师编入第十三军。

## 傅作义系组建的第2个骑兵第四军
1942年10月傅作义系的暂编第四军改编为骑兵第四军，隶属第八战区副司令长官部。
- 军长董其武
- 新编骑兵第3师：师长朱振庭
- 新编骑兵第4师，师长王宪章
- 步兵第9旅：旅长于霖瑜

1944年1月，董其武改任第三十五军军长，袁庆荣任骑兵第四军军长。1945年8月，该军和新编骑兵第3师被裁减，新编骑兵第4师改隶第十二战区直辖。